# Dythemis rufinervis
Dythemis rufinervis is een libellensoort uit de familie van de korenbouten (Libellulidae), onderorde echte libellen (Anisoptera).
De wetenschappelijke naam Dythemis rufinervis is voor het eerst geldig gepubliceerd in 1839 door Burmeister.